# Syndycy cechu sukienników
Syndycy cechu sukienników – jeden z ostatnich obrazów holenderskiego malarza Rembrandta.
Obraz został zamówiony w 1662 roku przez sześciu członków amsterdamskiej gildii sukienników. Był drugim po Straży nocnej portretem zbiorowym, powstałym po okresie spadku popularności malarza. Zanim dzieło zostało ukończone, Rembrandt wykonał kilka rysunków przygotowawczych; sportretował poszczególnych członków, a dopiero później umieścił wszystkie postaci na wspólnej kompozycji. Sama kompozycja obrazu ujęta jest natomiast w widoku od dołu, ponieważ zgodnie z pierwotnym zamiarem dzieło miało być umieszczone na dużej wysokości. Efekt taki miał też potęgować wrażenie wyższości i pychę władzy. Większość rysunków przygotowawczych znajduje się w Amsterdamie w Rijksmuseum, natomiast rysunek postaci podnoszącej się z krzesła w Rotterdamie w Museum Boymans-van Beuningen.
Centralnym punktem kompozycji jest otwarta dłoń i wzorzyste płótno. W zachowanym rysunku przygotowawczym znajdującym się obecnie w Berlinie w Kupferstichkabinett pt. Trzej syndycy cechu sukienników, malarz przedstawił trzy postacie skupione wokół próbek tkanin.

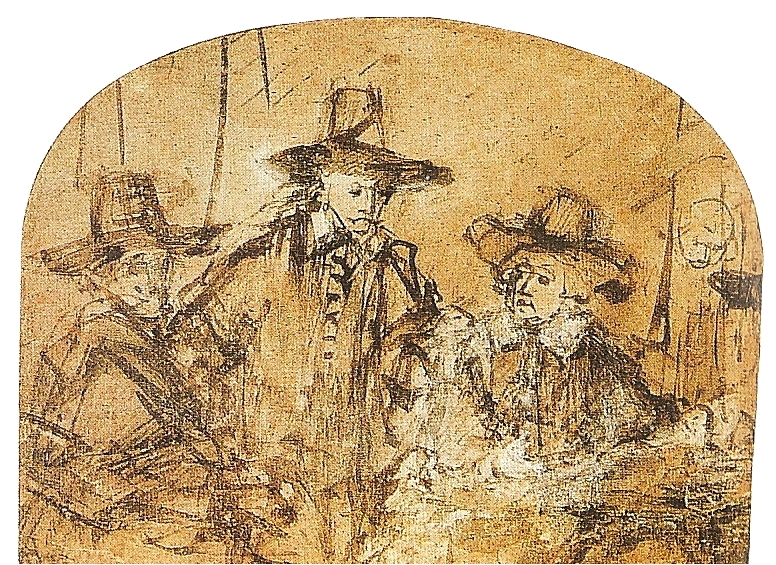
Trzej syndycy cechu sukienników

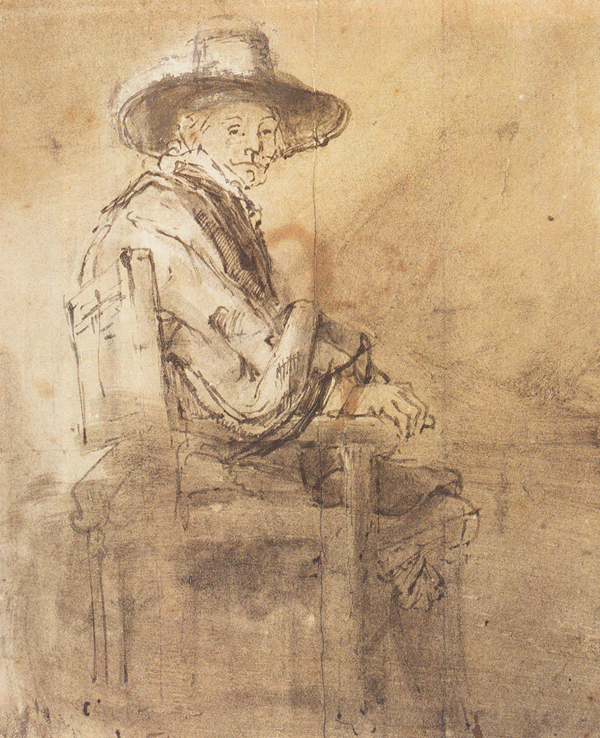
Rysunek przygotowawczy, Amsterdam Rijksmuseum

Według jednej z najbardziej rozpowszechnionych interpretacji, malarz przedstawił radę odpowiadającą na zarzuty malwersacji, podnoszone przez czeladników znajdujących się tam, skąd patrzy widz. W reakcji na to oskarżenie jeden z członków, prawdopodobnie Volckert Jansz, gwałtownie podnosi się z krzesła, czym nadaje dziełu dynamizmu. Centralna postać, prezes zarządu Willem van Doyenburg, ze srebrną zawieszką pod kołnierzem, energicznie pokazuje dłonią otwartą księgę, chcąc w ten sposób zaprzeczyć oskarżeniom. Obok niego, inny członek trzyma kartkę tej samej księgi i w ten sposób potwierdza tezę prezesa. Po prawej stronie siedzi skarbnik trzymający mieszek guldenów. Za nimi, jako jedyny bez kapelusza, stoi sekretarz. Wszystkie postacie są znane z imienia i nazwiska.
Twarze postaci ukazują różnorakie emocje. Prezes jest osobą pewną siebie i pewną czystości działań rady. Wstająca postać wyraża oburzenie na zarzucane mu czyny, sąsiad prezesa lekko uśmiecha się i wydaje się mówić, iż "wszystko, co robi rada, jest zapisane w księdze". Sekretarz, stojący za jego plecami, jako jedyny spogląda na swojego szefa z wyrazem satysfakcji, że oto niejasne interesy wyszły na jaw. Jedynie siedzący po lewej stronie, najstarszy z członków, wydaje się spokojny i nie przejmuje się zamieszaniem.
Obraz został zawieszony w Staalhof w pokoju wraz z innymi grupowymi portretami pochodzącymi z XVI wieku.

## Filatelistyka
Obraz Syndycy cechu sukienników był tematem serii znaczków pocztowych w różnych krajach na świecie. Pierwsza emisja miała miejsce w 1930 roku i wydana została przez Pocztę Niderlandzką. (Mi. 233-235). Kolejnymi pocztami były m.in. poczty Paragwaju czy Gambii.